# Престахнукюр
Престахнукюр (исл. Prestahnúkur) — действующий щитовидный вулкан в Исландии под западной частью ледника Лаунгйёкюдль Исландского плато.
Постоянная активность наблюдается с 1700 года, последняя в 1945 году[уточнить]. Об активности предупреждают гейзеры возле вершины вулкана. Западнее расположен более активный вулкан Ок.

## Вулканическая система
Центральный вулкан Престахнукюр состоит из риолита и обладает небольшой магматической камерой. У подножия находится область повышенной температуры, что свидетельствует об активности вулкана.
В 2009 году геологи из Исландского метеорологического института исследовали породы после землетрясений в области вокруг вулкана. Оказалось, что вулканические трещины располагаются в направлении с юго-запада на северо-восток и достигают в том числе ледников Тоурисйёкюдль и Гейтландсйёкюдль-Лаунгйёкюдль.

## Название
Название означает "пик священников". Историю названия связывают с экспедицией двух священников в область нагорья в XVII веке. В то время, когда они отправились в этот регион, это считалось рискованным предприятием. Они исследовали, в частности, долину за Тоурисйёкюдлем, называемую Тоурисдалюр, которая имела дурную репутацию в сагах и народных сказаниях, потому что считалось, что в ней обитают призраки и что там живут беззаконные люди. Ничего подобного в результате обнаружено не было, тем не менее священников считали героями, когда они вернулись из этого путешествия.